# Kerzers

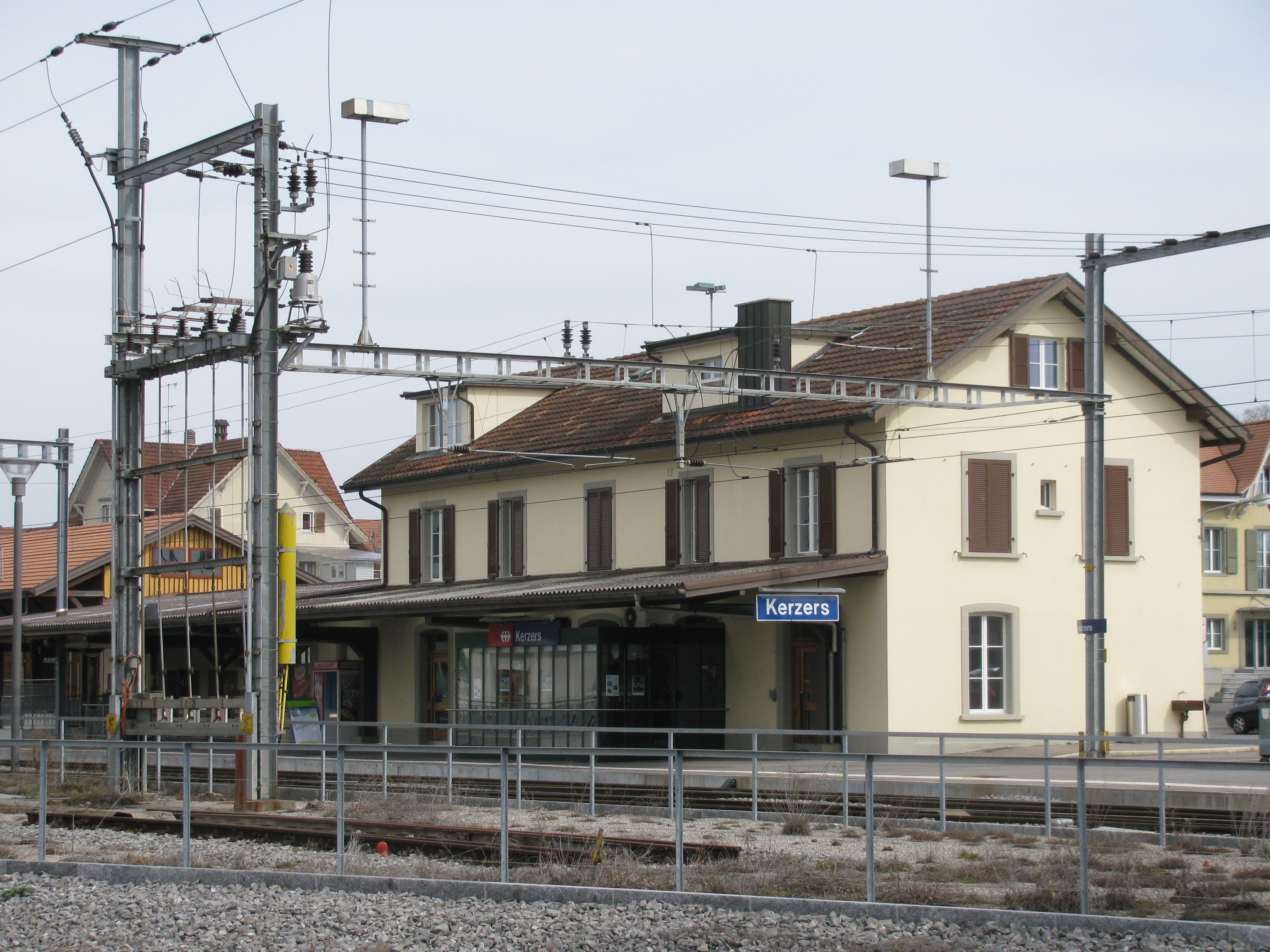
Nhà ga xe lửa Kerzers

Kerzers là một đô thị trong huyện See thuộc bang Fribourg ở Thụy Sĩ. Tên tiếng Pháp là Chiètres.